# Szólásszabadság
A szólásszabadság vagy másképp a véleménynyilvánítás szabadsága az az alapelv, amely támogatja az egyének vagy közösségek azon szabadságát, hogy véleményüket és elképzeléseiket megtorlástól, cenzúrától vagy jogi szankciótól való félelem nélkül fejtsék ki. A szólásszabadság minden embert (minőségénél fogva) egyenlően megillet, amelyet mindenekelőtt az államnak kell tiszteletben tartania. Torz, elnyomó módon értelmezett formája a gyűlöletbeszéd.

## A szólásszabadság jogrendszerbe foglalása

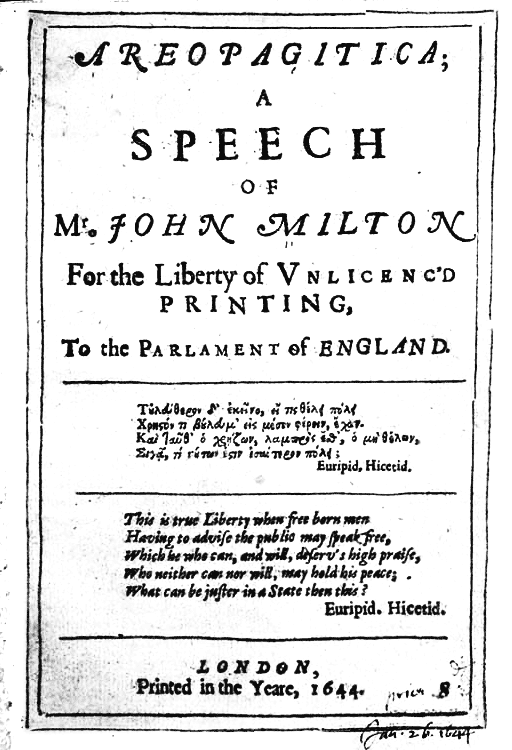
John Milton: az Areopagitica című röpirat első kiadásának címlapja.

A szólásszabadság jogrendszerbe foglalása érdekében 1644. november 23-án jelentette meg John Milton az Areopagitica című röpiratát az Angol Parlament cenzúra törvénye ellen a szólás- és lelkiismereti szabadság érdekében.
Az 1643-as angol cenzúra törvény előírta:
- minden nyomtatott kiadvány engedélyeztetését
- minden nyomtatott kiadványnak a Cenzori Hivatalnál (Stationers’ Hall) történő regisztrálását, a szerző, kiadó, és a nyomda pontos megjelölésével
- minden kormányt kritizáló könyv felkutatását, elkobzását és megsemmisítését
- minden ellenzéki írónak, nyomdásznak és kiadónak az elfogását és bebörtönzését.

Az Areopagitica az Egyesült Királyság cenzúratörvényének bírálata és a történelem leghatásosabb és legszenvedélyesebb filozófiai alapokon álló védelme a szólásszabadságnak.
A cenzúratörvény 1689-ig volt érvényben. 1689-ben az English Bill of Rights kodifikálta a szólásszabadságot. Rögzítette a szólásszabadságot a parlamenti viták és eljárások esetén. Ezek miatt nem történhetett felelősségre vonás semmilyen bíróságon vagy más helyen a Parlamenten kívül.

## Emberi jogok egyetemes nyilatkozata
Az Emberi Jogok Egyetemes nyilatkozatának 19. paragrafusa (1948) szerint a szólásszabadság elidegeníthetetlen jog. „Minden személynek joga van a vélemény és a kifejezés szabadságához, amely magában foglalja azt a jogot, hogy véleménye miatt ne szenvedjen zaklatást, és hogy határokra való tekintet nélkül kutathasson, átvihessen és terjeszthessen híreket és eszméket”.
Az Európai Emberi Jogi Bíróság egy 1976-os határozata úgy fogalmaz, hogy „a szólás szabadsága nemcsak azokra az 'információkra' és 'eszmékre' vonatkozik, amelyeket az emberek jó néven vesznek …, hanem azokra is, amelyek bántják, felháborítják vagy zavarják … a lakosság bármely részét”.

## A szólásszabadság összetevői
- a szabad véleménynyilvánítás (latin: ius murmurandi)
- a cenzúra hiánya

## A szólásszabadság nem vonatkozhat
- a személyes adatokra
- a katonai- és államtitkokra
- a bűncselekményre való felhívásra
- a nemzeti szimbólumokat és a közerkölcsöt sértő kifejezések használatára.
- a bírósági ügyrendre